# Iča (affluente superiore dell'Om')
La  Iča (in russo Ича?) è un fiume della Russia siberiana occidentale, tributario di destra del fiume Om'. Scorre nell'Ubinskij rajon dell'oblast' di Novosibirsk. Appartiene al bacino idrografico dell'Irtyš. Il fiume è indicato come Iča 'superiore' per distinguerlo dall'omonimo fiume 'inferiore' che incontra l'Om' a 584 km dalla foce.
Il fiume ha origine nella sezione sud-orientale della vasta area paludosa del Vasjugan'e, a nord-ovest della sorgente dell'Om'. Nell'alto corso il fiume scorre in direzione ovest poi gira a sud-ovest e infine a sud, sino a incontrare l'Om' a 993 km dalla foce. Il fiume ha una lunghezza di 136 km; il bacino è di 1 980 km². 